# Cottam (Yorkshire de l'Est)
 (septembre 2023).
Pour les articles homonymes, voir Cottam.
Cottam est une paroisse civile et un hameau du Yorkshire de l'Est, en Angleterre.